# اندیس آنومالی خوم دره
آنومالی خوم دره یک اندیس فلزی است که در حوالی شهر سلطانیه استان زنجان قرار دارد و مادهٔ معدنی موجود در آن، طلا است.سنگ میزبان این اندیس آبرفت‌های تشکیلات میلا و لالون و گرانیت است  